# 恵比須洞

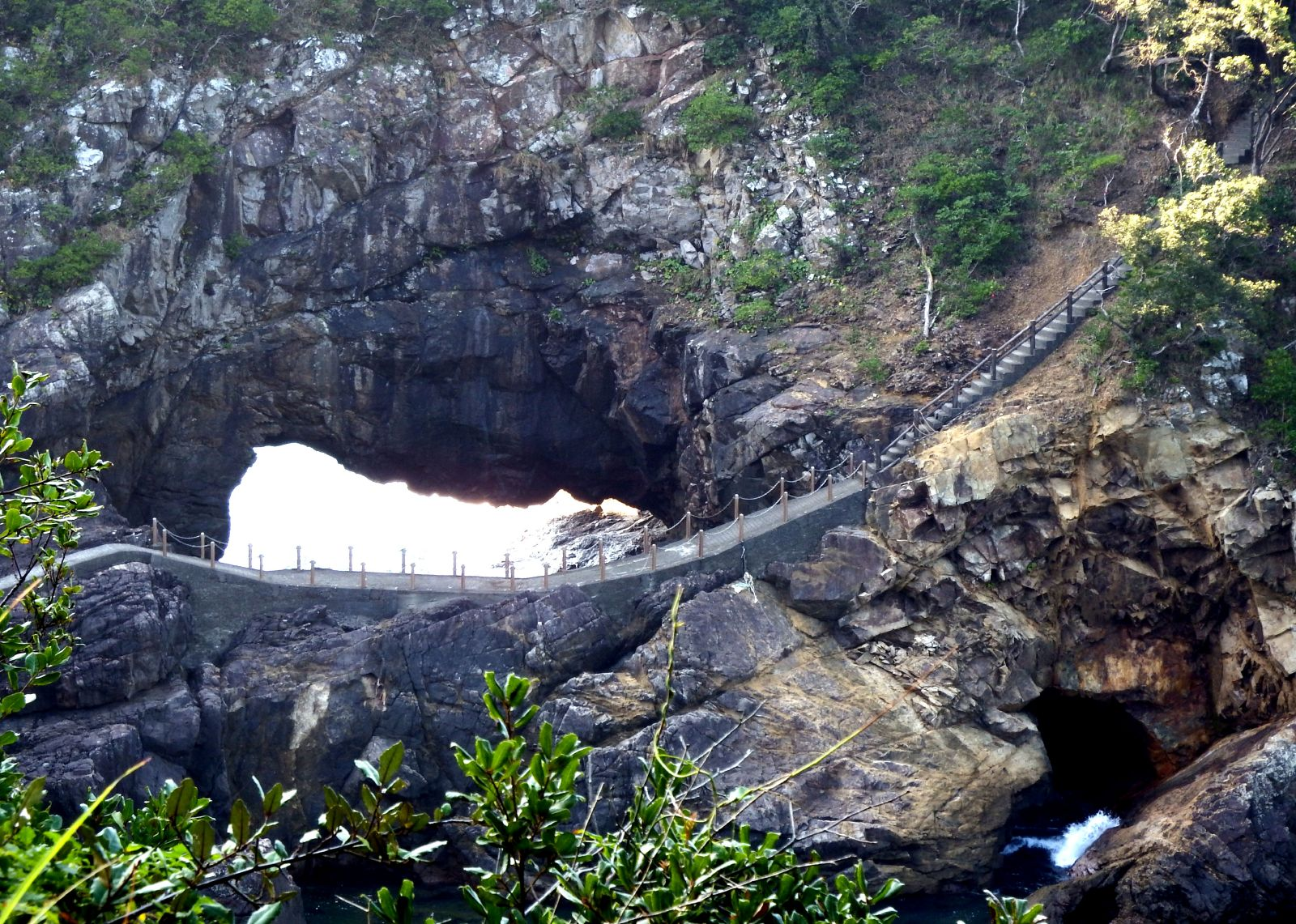
恵比須洞

恵比須洞（えびすどう）は徳島県海部郡美波町日和佐浦にある洞窟である。とくしま88景選定。

## 地理
田井湾の入り口にある突出した標高52mの岩山の内部は、幅32m。高さ31m。洞穴は左右二洞に分かれ、左方の奥行きは、48mに達し、後方に口をあけている。珍しいイワツバメが生息している。
また岩山を巡る遊歩道があり、山上の展望台からは大浜海岸や太平洋の景色が望める。

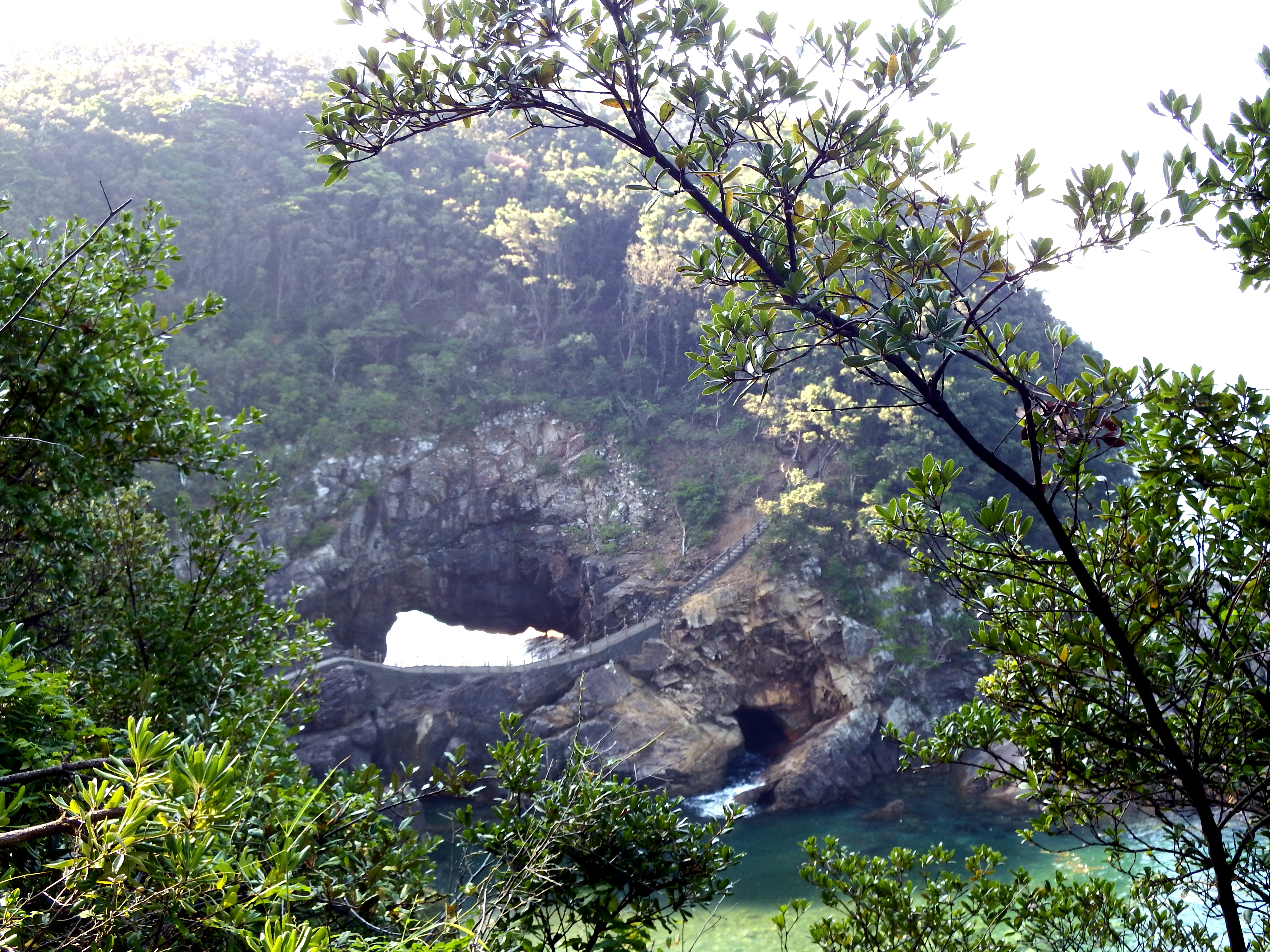
全景
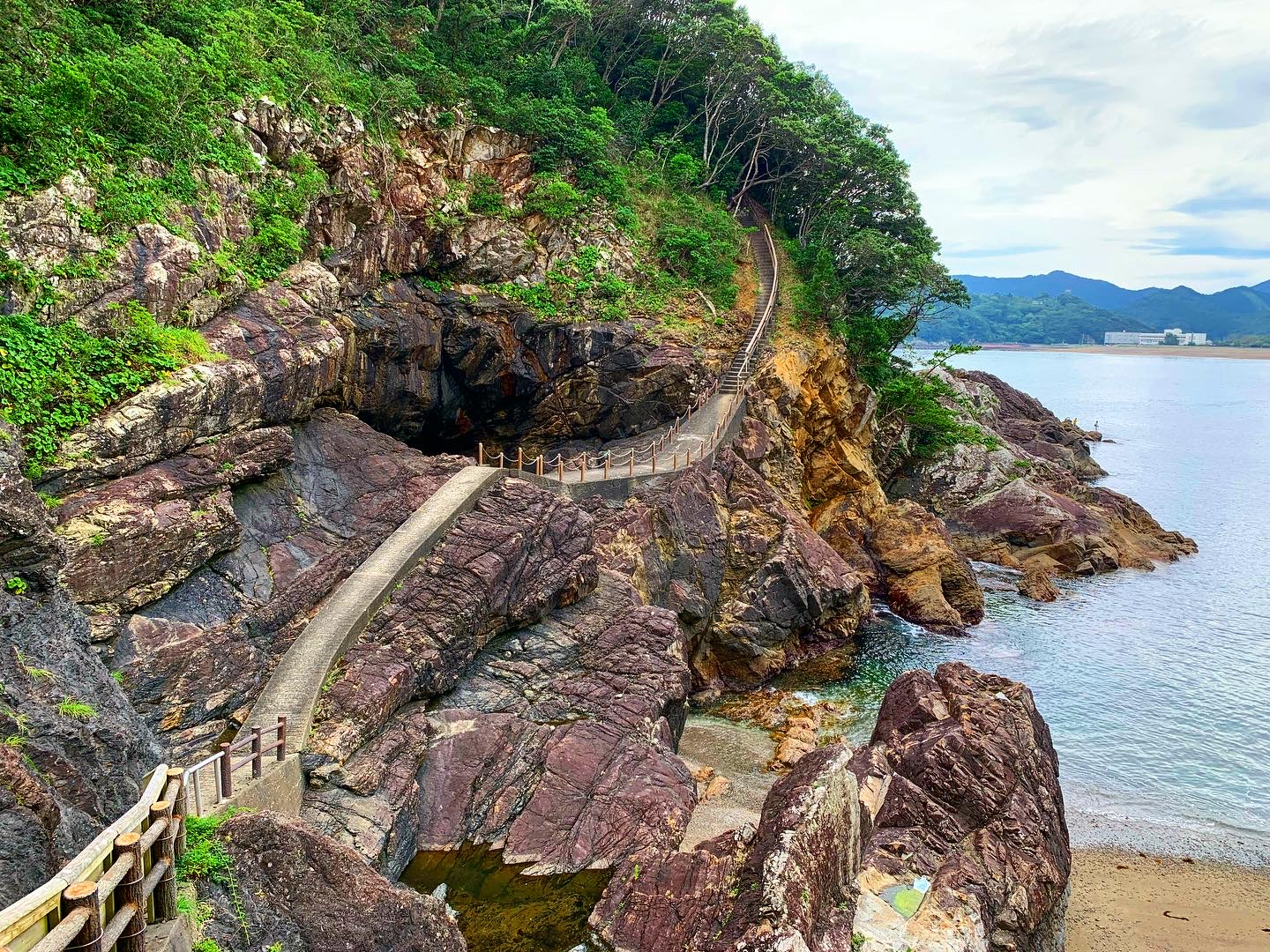
遊歩道
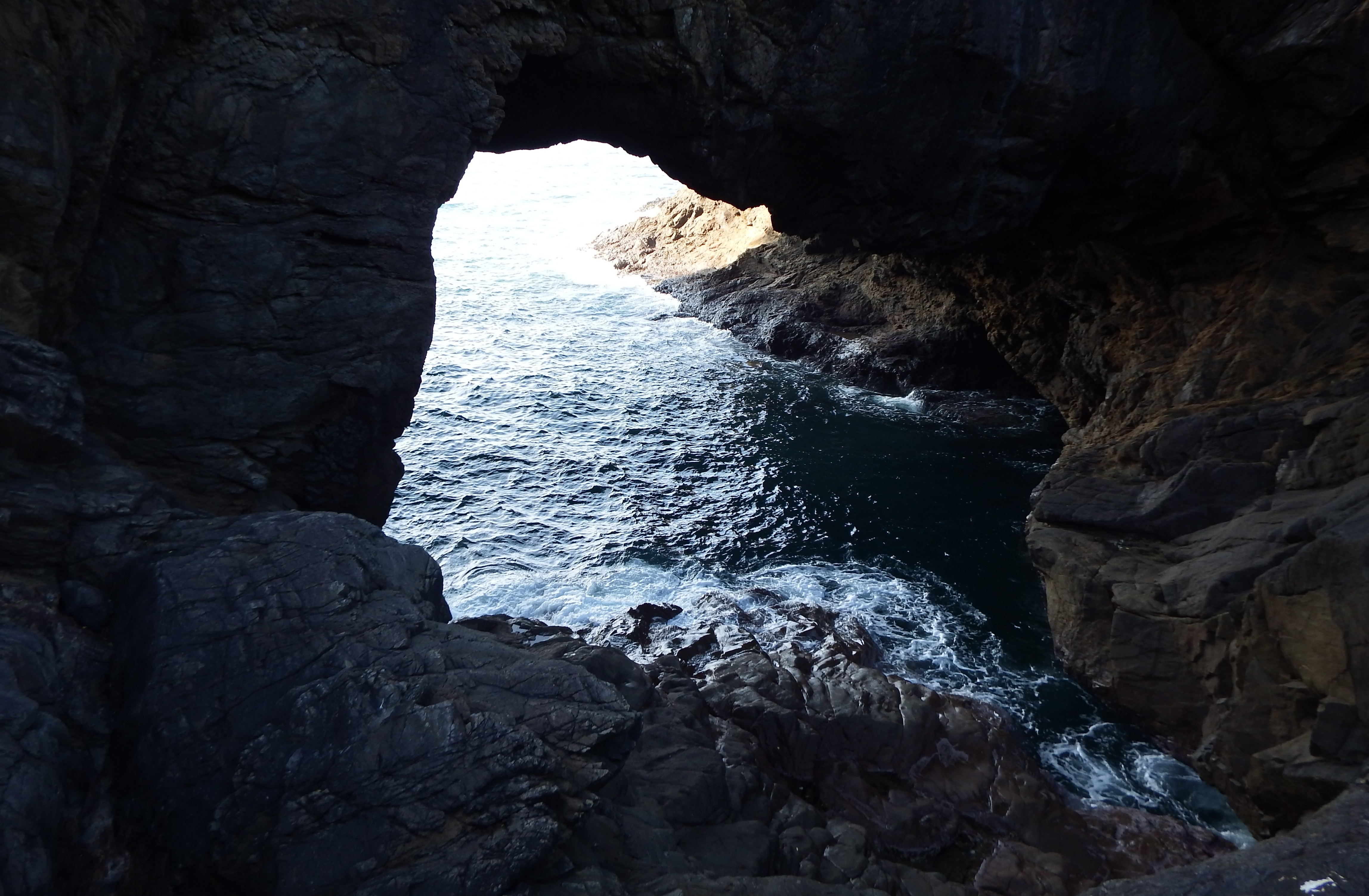
左の洞
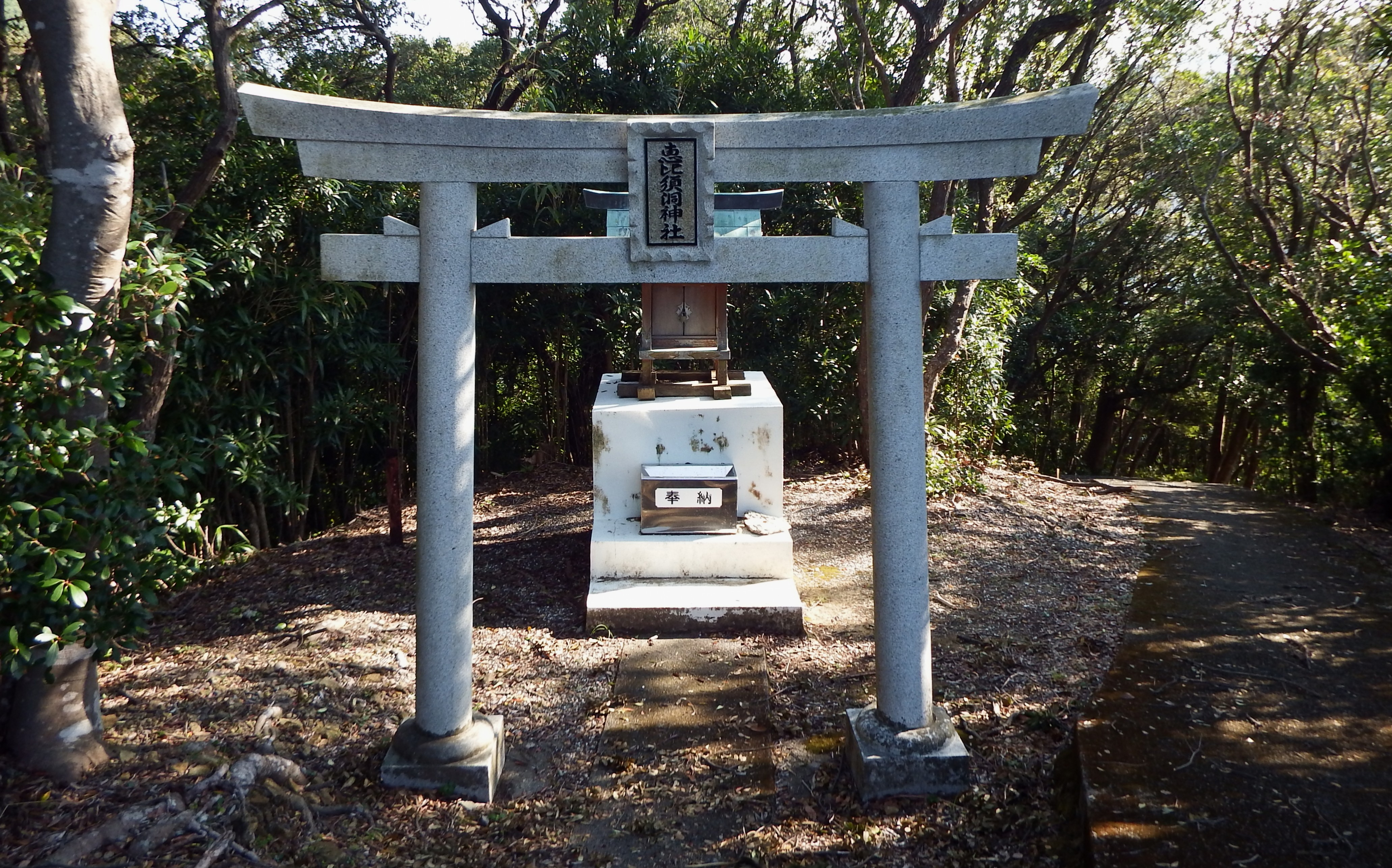
恵比須神社